# Katarzyna Pakosińska
Katarzyna Pakosińska-Basilashvili (ur. 9 kwietnia 1972 w Warszawie) – polska artystka kabaretowa, polonistka, aktorka, konferansjerka i dziennikarka.

## Życiorys

### Rodzina i edukacja
Jest córką inżyniera Stanisława i Marzeny Pakosińskich, którzy pobrali się w 1968. Ojciec jest inżynierem, matka pracowała jako fitopatolog w Instytucie Hodowli Roślin. Ma młodszą siostrę, Magdalenę. W młodości tańczyła w zespole folklorystycznym „Pruszkowiacy”, w którym występowała od siódmego roku życia przez kolejne 20 lat. Pod koniec lat 80. wyjechała z zespołem do Gruzji, która w przyszłości stała się bliskim artystce krajem.
Jest absolwentką Liceum Sztuk Plastycznych w Warszawie na kierunku projektowanie i wystawiennictwo. W 2000 ukończyła studia na Wydziale Polonistyki Uniwersytetu Warszawskiego, pracę magisterską napisała o kabarecie artystyczno-literackim Momus założonym przez Arnolda Szyfmana.

### Kariera dziennikarska i aktorska
Podczas studiów występowała w Teatrze Stara Prochownia w Warszawie. Po studiach uczęszczała do dwuletniego studium dziennikarskiego, następnie przez sześć lat była dziennikarką i wydawcą programów w TV Polonia oraz prowadziła program poranny Kawa czy herbata? w TVP1. Współpracowała z Programem III Polskiego Radia.
W 1996 wraz z kolegami ze studiów, Robertem Górskim, Mikołajem Cieślakiem, Przemysławem Borkowskim i Rafałem Zbieciem, założyła Kabaret Moralnego Niepokoju. Cechą charakterystyczną jej wystąpień kabaretowych był donośny śmiech Z zespołem zdobyła Grand Prix na XII Przeglądzie Kabaretów PaKA ’96 w Krakowie. W latach 2003–2006 Kabaret Moralnego Niepokoju wraz z Pakosińską występował w TVP2 w autorskim programie Tygodnik Moralnego Niepokoju. 23 lutego 2011 odeszła z formacji, a w wywiadzie dla dwutygodnika „Viva!” opisała rozstanie z grupą słowami: Przez te swoje optymistyczne, ufne różowe okulary nie dostrzegłam w porę, że w grupie dzieje się coś niedobrego. (...) Gdy menedżer powiedział: „Jedziesz albo wylatujesz” (...) wzięłam walizkę i wyszłam, wierząc, że wszystko się ułoży. I się ułożyło. Niedługo później rozpoczęła samodzielną karierę kabaretową.

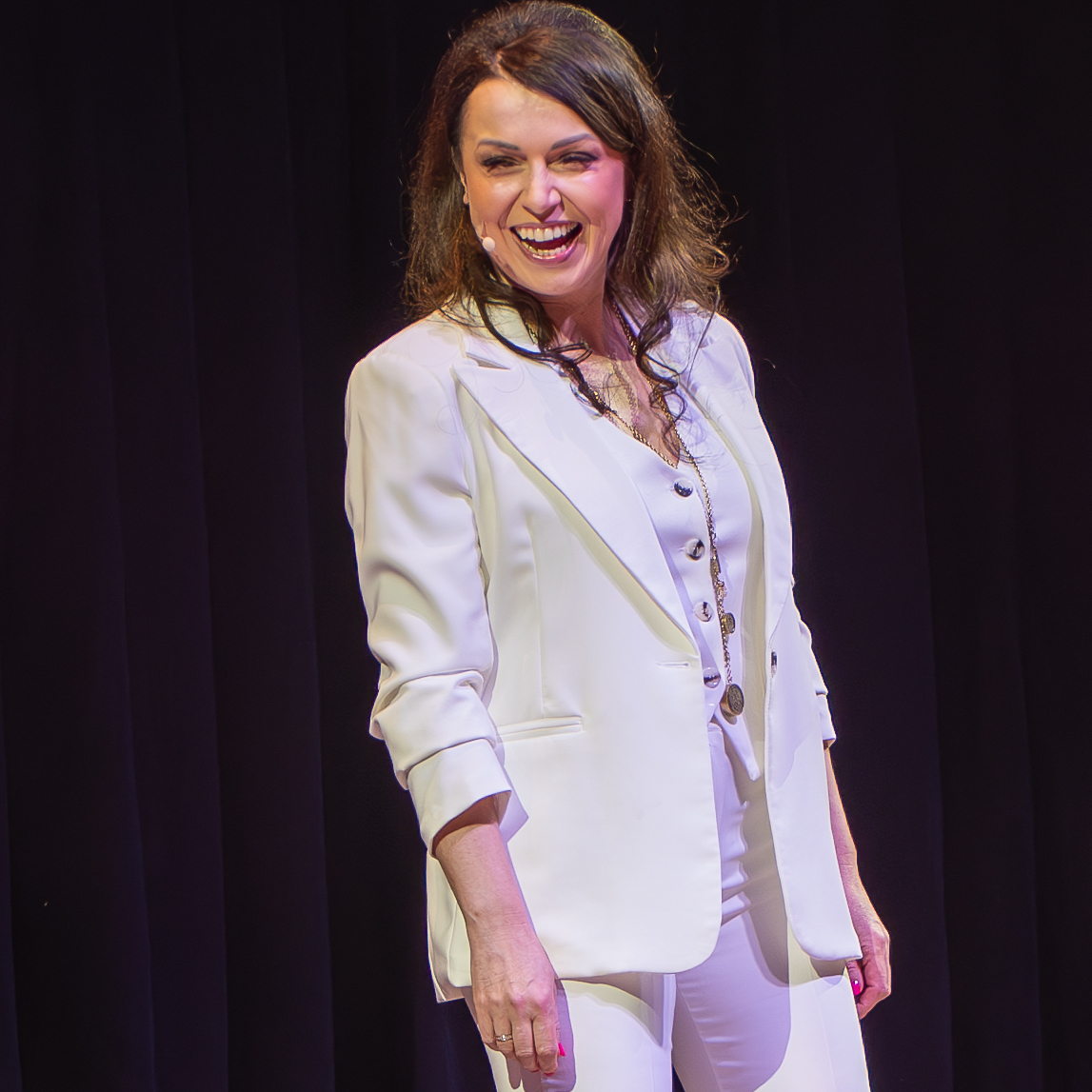
Pakosińska (2009)

W 2013 rozpoczęła internetowy projekt Seksesje, w którego ramach nagrywała krótkie filmy komediowe jako fikcyjna postać „Nora Igres”. Występuje w Teatrze Kamienica oraz w Teatrze Capitol w Warszawie. 28 listopada 2018 premierę miał spektakl Dobry wieczór z Pakosińską (reż. Krzysztof Jaślar).
Za swoją największą idolkę uważa Sophię Loren, a jako polskiego mistrza aktorskiego wskazuje Jana Frycza.

### Kariera wydawnicza
W 2009 w TVP2 premierę miał sześcioodcinkowy serial dokumentalny Tańcząca z Gruzją o historii Gruzji, którego pomysłodawcą i producentką była Pakosińska.
W listopadzie 2012 wydała książkę podróżniczą pt. Georgialiki. Książka pakosińsko-gruzińska. W 2013 autorzy portalu obliczagruzji.monomit.pl zarzucili jej plagiat, wskazując, że w książce skopiowała – bez ich wiedzy i zgody – fragmenty ich reportaży oraz toasty gruzińskie w ich własnych adaptacjach, a także wykorzystała fragmenty z Wikipedii z naruszeniem jej licencji. Sprawa nigdy nie trafiła do sądu, a Pakosińska nie została oficjalnie oskarżona o popełnienie plagiatu. Wydawnictwo Pascal w oświadczeniu potwierdziło, że „niektóre fragmenty tekstu autorki zawierały zapożyczenia, które omyłkowo nie zostały odpowiednio oznaczone” i zadeklarowało, że rozpoczęto „proces gruntownego sprawdzania i reedycji książki”. W czerwcu 2017 nakładem wydawnictwa Pascal wydała kolejną książkę o Gruzji pt. Samaradiso. Arabeski na temat Gruzji w dialogu z alter ego spisane. Tylko dla pasjonatów z poczuciem humoru!. W lipcu 2020 wydała e-book pt. „Jak strugać wariata”.
Była felietonistką magazynu „Claudia” (wyd. Edipresse Polska).
W listopadzie 2015 nakładem wydawnictwa Muza wydała książkę dla dzieci pt. Malina cud-dziewczyna, za którą w 2016 otrzymała nagrodę ZAiKS-u za debiut w twórczości dla dzieci i młodzieży. Kolejne tomy książki o przygodach Maliny, ukazały się nakładem wydawnictwa Muza: Malina szał-dziewczyna (2016) i Malina miód-dziewczyna (2017).

### Pozostałe przedsięwzięcia

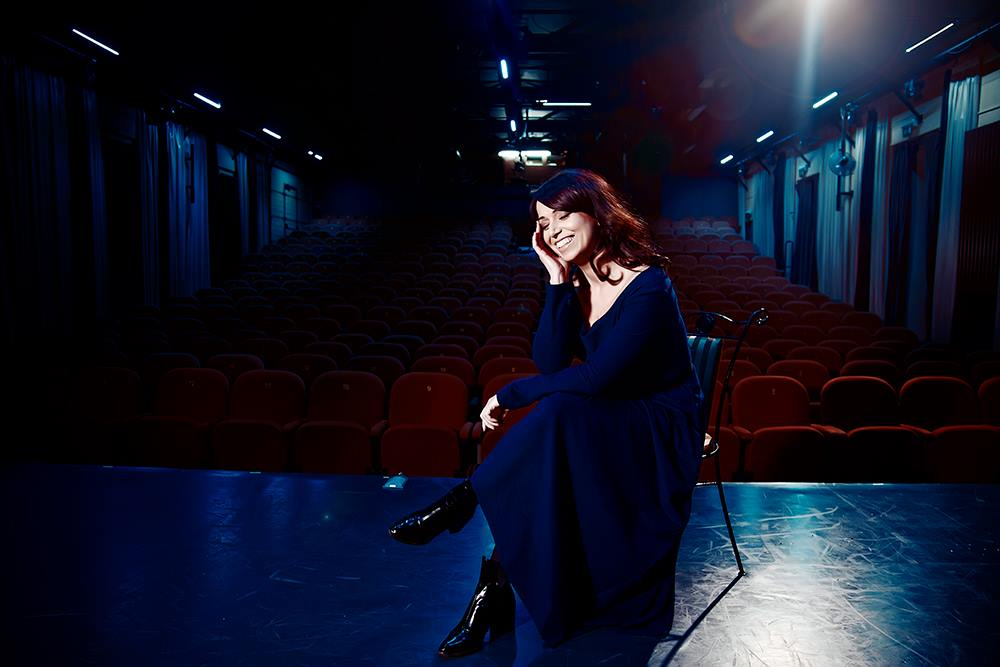
Pakosińska (2015)

Współprowadziła m.in. Telekamery Tele Tygodnia 2010 i koncert SuperPremier na 51. Krajowym Festiwalu Piosenki Polskiej w Opolu. Była dwukrotnie nominowana do tytułu „Mistrz Mowy Polskiej”. Wiosną 2013 prowadziła program Ale mądrale! w TVP1. W sierpniu 2020 została prowadzącą programu Superstacji Tok Szoł, w którym przeprowadza rozmowy, głównie z osobami ze świata show businessu. W 2022 była jedną z prowadzących porannego magazyn rozrywkowo-informacyjnego Poranny rogal na Zoom TV. W lutym 2024 została współprowadzącą (z Piotrem Wojdyłą) program Pytanie na śniadanie.
Uczestniczyła w programach rozrywkowych: Taniec z gwiazdami (2011) i Twoja twarz brzmi znajomo (2016); za wygraną trzeciego odcinka Twojej twarzy... otrzymała czek na 10 tys. zł., który przeznaczyła na rzecz fundacji „Stworzenia Pana Smolenia”. W 2021 w parze z mężem zwyciężyła w finale pierwszej edycji programu Power Couple.
W marcu 2012 w parze z Tomaszem Barańskim wzięła udział w pierwszym Tanecznym Turnieju Gwiazd „Elixa”.
W latach 2014–2015 była wokalistką zespołu Leszcze, z którym nagrała dwa single: „Zabierz moje sukienki”, będący nową wersją piosenki Wandy Warskiej, oraz „Roześmiana”.

## Życie prywatne
Z pierwszym mężem, artystą plastykiem Tomaszem Wiadernym, ma córkę, Maję Antoninę (ur. 26 grudnia 2003). W sierpniu 2017 wzięła ślub z Iraklim Basilaszwilim.
Bierze udział w licznych akcjach charytatywnych, jest jedną z ambasadorek organizacji Kwiat Kobiecości, współpracuje z Fundacją Zaczytani, z Polskim Towarzystwem Stwardnienia Rozsianego oraz organizacją Vital Voices.

## Spektakle teatralne
- 2013 – Honeymoon (Teatr Kamienica)
- 2013 – Małżeński rajd dakar
- 2014 – ZUS – Zalotny Uśmiech Słonia (Teatr Kamienica)
- 2017 – Zdobyć, utrzymać, porzucić 2. Rozstania i powroty (Teatr Capitol)
- 2018 – W dobrym tonie z Zulą Pogorzelską (prod. Generalnie Smakowicie)
- 2018 – Dobry wieczór z Pakosińską (Teatr Kamienica, prod. Artem House)
- 2022 – Prezent Urodzinowy (Teatr Capitol)

## Książki
- 2012 – Georgialiki. Książka pakosińsko-gruzińska (wydawnictwo Pascal)
- 2015 – Malina cud-dziewczyna (wydawnictwo Muza)
- 2016 – Malina szał-dziewczyna (wydawnictwo Muza)
- 2017 – Samaradiso. Arabeski na temat Gruzji w dialogu z alter ego spisane. Tylko dla pasjonatów z poczuciem humoru! (wyd. Pascal).
- 2017 – Malina miód-dziewczyna (wydawnictwo Muza)

## Filmografia
| Rok       | Tytuł                                 | Rola                             | Uwagi   |
| --------- | ------------------------------------- | -------------------------------- | ------- |
| 1995      | Deborah                               | Hania Hofsztajn                  |         |
| 1997      | Łóżko Wierszynina                     | Ewa                              |         |
| 1997      | Boża podszewka                        | Żydówka                          |         |
| 1999      | Dr Jekyll i Mr Hyde wg Wytwórni A’YoY | panienka Ann, narzeczona Jekylla |         |
| 1999      | Badziewiakowie                        | dziennikarka                     | odc. 12 |
| 2006      | Niania                                | psychoterapeutka                 | odc. 50 |
| 2011      | Hotel 52                              | Anita                            | odc. 38 |
| 2018      | Blondynka                             | Jola, sekretarka w PŻM           | odc. 79 |
| 2021      | Usta usta                             | Renata, koleżanka Magdy          | odc. 43 |
| 2022–2024 | Leśniczówka                           | Kazia                            |         |

### Polski dubbing
- Muminki w pogoni za kometą (Muumi ja punainen pyrstötähti, 2010) jako Panna Migotka
- Renifer Niko ratuje brata (Niko – Lentäjän poika 2, 2012) jako Biała Wilczyca
- Mambo, Lula i piraci (Marco Macaco, 2012) jako Lula

## Reklama
- 2013: Kampania reklamowa dla UPC